# Авола, Джорджо
Джорджо Авола (итал. Giorgio Avola, род. 8 мая 1989 года) — итальянский фехтовальщик на рапирах, олимпийский чемпион 2012 года в команде, трёхкратный чемпион мира, многократный чемпион Европы.

## Биография
Родился в 1989 году в Модике. В 2010 году стал чемпионом Европы. В 2011 году завоевал две золотых медали чемпионата Европы и бронзовую медаль чемпионата мира. В 2012 году стал чемпионом Олимпийских игр в Лондоне, а также чемпионом Европы. В 2013 году стал чемпионом мира и завоевал золотую медаль Средиземноморских игр. В 2014 году стал обладателем бронзовой медали чемпионата мира и серебряной медали чемпионата Европы. В 2015 году стал чемпионом мира. В 2017 году Джорджо стал трёхкратным чемпионом мира, победив в командном первенстве.
В 2019 году итальянец стал бронзовым призёром чемпионатов Европы и мира в командном турнире.